# Drescomopsis
Drescomopsis är ett släkte av fjärilar. Drescomopsis ingår i familjen mott.
Kladogram enligt Catalogue of Life:
| Drescomopsis | \| \| Drescomopsis drucella \| \| \| \| \| \| Drescomopsis soraella \| \| \| \| \| \| Drescomopsis subelisa \| \| \| \| |
|              | \| \| Drescomopsis drucella \| \| \| \| \| \| Drescomopsis soraella \| \| \| \| \| \| Drescomopsis subelisa \| \| \| \| |
|              | Drescomopsis drucella                                                                                                   |
|              | |
|              | Drescomopsis soraella                                                                                                   |
|              | |
|              | Drescomopsis subelisa                                                                                                   |
|              | |